# Soap Lake (Washington)
Pour les articles homonymes, voir Soap Lake.
Soap Lake est une ville américaine située dans le comté de Grant, dans l'État de Washington. Selon le recensement de 2020, sa population est de 1 691 habitants.